# (4033) Yatsugatake
(4033) Yatsugatake es un asteroide perteneciente al cinturón de asteroides, descubierto el 16 de marzo de 1986 por Masaru Inoue, y el también astrónomo Osamu Muramatsu desde el Yatsugatake-Kobuchizawa Observatory, Japón.

## Designación y nombre
Designado provisionalmente como 1986 FA. Fue nombrado Yatsugatake en homenaje a una montaña que está en el centro de Japón, famosa por su belleza escénica.